# خیزش ۱۹۹۹ شیعیان عراق
خیزش ۱۹۹۹ شیعیان در عراق یا خیزش دوم صدر اشاره به یک دوره کوتاه از ناآرامی‌ها در عراق در اوایل سال ۱۹۹۹ و پس از قتل سید محمد صدر به دست دولت بعثی عراق دارد. تظاهرات و خشونت‌های پس از آن در مناطق شیعه نشین بغداد و استان‌های جنوبی عراق مانند کربلا، ناصریه، کوفه، نجف، بصره که اکثریت جمعیت شیعه داشتند از شدت بیشتری برخوردار بود.

## پس زمینه
قدرت صدر پس از جنگ خلیج فارس در سال ۱۹۹۰ بیشتر شد و او هر روز بیشتر در سیاست درگیر می‌شد و صراحتاً از صدام انتقاد می‌کرد. او شیعیان فقیر شهرک صدر را سازماندهی کرد و برای مقابله با صدام از نام‌های مستعار برای سایر مکان‌های شیعه‌نشین بغداد استفاده کرد. صدر حمایت شیعیان را با دست زدن به ارائه خدمات به روستاها و قبایل به دست آورد این در حالی بود که خدماتی که مردم این مناطق به آن نیاز داشتند توسط رژیم بعثی صدام به آن‌ها ارائه نمی‌شد. صدام برای به دست آوردن کنترل مجدد خود بر عراق شروع به سرکوب رهبری شیعیان در اواخر سال ۱۹۹۹ کرد.
صدر قبل از مرگش به صبر محدود صدام نسبت به خودش آگاهی داشت. صدر در چندین خطبه به‌طور صریح از صدام و رژیم بعث انتقاد کرد که خشم صدام را برانگیخت و از او خواسته شد تا از برپایی نماز جمعه خودداری کند اما او ضمن رد این خواسته گفت بر من واجب است که تکالیفم را انجام دهم. او که برای آخرین نماز جمعه می‌رفت پارچه سفیدی را به نشانه کفن بر دوش خود آویخته بود. او با این کار می‌خواست نشان دهد که شیعیان از تهدیدهای صدام نمی‌ترسند و اینکه صدر هرگز از حقیقت دست نخواهد کشید حتی اگر به قیمت جانش تمام شود. در حالی که صدر طبق عادت همیشگی برای شرکت در مجلس تعزیه و عزاداری در منطقه البرانی شهر نجف اشرف در ۲۹ بهمن ۱۳۷۷ رفته بود، هنگام بازگشت در حالی که همراه با دو فرزندش مصطفی و مؤمل با خودرو راهی خانه بودند، در میانه راه در نزدیکی میدان ثورة العشرین در ابتدای منطقه الحنانه، یک خودروی ژاپنی با توقف در مقابلشان و پیاده شدن چند جوان مسلح ناشناس خودروی آن‌ها را به رگبار بست. هر دو پسر او بلافاصله کشته شدند و صدر به شدت مجروح شد. او یک ساعت بعد در بیمارستان درگذشت. شیعیان عراق و بیشتر ناظران بین‌المللی بر این اعتقاد بودند که رژیم بعث عراق مسئول قتل صدر است اگر چه رژیم بعث مسئولیت قتل را به صورت مستقیم نخواهد پذیرفت. دولت عراق دخالت در قتل را رد کرد و به سرعت سه نفر را به اتهام قتل صدر دستگیر و اعدام کرد اما ظاهراً یکی از متهمان در زمان ترور صدر در زندان بوده‌است.

## قیام

### فوریه

#### شهرک صدام ۱۲–۱۸ فوریه
پس از کشته شدن صدر دولت عراق اخبار در مورد مرگ صدر را برای ۲۴ ساعت پنهان کرد و به خانواده او فشار می‌آورد تا رژیم بعث شاهد اعتراضات مردمی پس از مرگ صدر نباشد. دولت عراق در این دوره یکی از نمایندگان صدر را اعدام کرد و نوشته‌ها و فیلم‌ها از خطبه‌های او را ضبط کرد. بی‌خبر از مرگ صدر نمازگزاران شیعه در روز جمعه به مسجد الرسول در شهرک صدام (نام سابق شهرک صدر) رفتند تا برای بهبودی صدر دعا کنند. سربازان عراقی وارد مسجد شدند و به نمازگزاران دستور ترک مسجد را دادند. نمازگزاران حاضر به ترک مسجد نشدند و به جای آن شروع به سر دادن شعار ضد صدام و پرتاب سنگ کردند پس از آن سربازان عراقی به روی مردم آتش گشودند، حدود ۸۰ نفر در این جریان کشته شدند. پس از انتشار این خبر در سراسر شهرک صدام که صدر به قتل رسیده‌است مردم شروع به تظاهرات ضد دولتی کردند.
دولت عراق سپس شهرک صدام را محاصره کرد و گارد جمهوری‌خواه را جهت سرکوب تظاهرات و جلوگیری از گسترش تظاهرات در آنجا مستقر کرد. پس از ۲۴ ساعت تظاهرات تا حدود زیادی سرکوب شد و بین ۲۷ تا ۱۰۰ نفر کشته شدند. نیروهای امنیتی اقدام به دستگیری نمایندگان صدر در بغداد و سراسر جنوب عراق کردند.

#### گسترش نا آرامی‌ها ۲۰–۲۱ فوریه
مقامات گروه شیعه مخالف صدام (مجلس اعلای اسلامی عراق) شروع به تهمت زدن به دولت عراق در مورد مسئولیت مرگ صدر در ۲۰ فوریه کردند. آن‌ها می‌گفتند که این ترور بخشی از تلاش دولت عراق برای از بین بردن تمام گروهای شیعه مخالف صدام است.
اگر چه اعتراضات در شهرک صدام سرکوب شد اما اعتراضات جدیدی در شهرهای جنوبی عراق با اکثریت جمعیت شیعه رخ داد در این تظاهرات ۲۰ نفر از معترضان در ۲۱ فوریه توسط نیروهای امنیتی کشته شدند و ۲۵۰ نفر در سراسر عراق بازداشت شدند. نیروهای عراقی پس از اینکه معترضان در ناصریه به یک ساختمان دولتی حمله کردند به سمت آن‌ها تیراندازی کردند. نیروهای امنیتی عراق همچنین بر روی تظاهرات کنندگان در یک مسجد شیعی در ۲۰ کیلومتری ناصریه آتش گشودند و حداقل ۵ نفر از جمله دو فرد ۱۴ ساله را کشتند.

### مارس

#### اوایل ماه مارس
در ۳ مارس عمار حکیم، رهبر مجلس اعلای اسلامی اعلام کرد در راستای چند عملیات انتقام جویانه جنگجویان سازمان بدر به چند ساختمان دولتی در کربلا حمله کرده‌اند.
نهم و دهم مارس شاهد وقوع بیشترین درگیری‌ها بین نیروهای امنیتی عراق و جنگجویان سپاه بدر در دو استان جنوبی عراق بود، مجلس اعلای اسلامی اعلام کرد که در این درگیری‌ها بیش از ۱۰۰ نفر کشته شده‌اند و ۸ تانک حکومت عراق نابود شده‌است.

#### کوت ۱۴ مارس
بعد از حملات سیستماتیک حامیان صدر به مقر سازمان‌های امنیتی و اطلاعاتی و مقر حزب بعث و سایر نهادهای دولتی آن‌ها توانستند بر کوت مرکز استان واسط در نزدیکی مرز ایران و عراق به مدت یک روز کامل سیطره پیدا کنند و منتظر پیوستن نیروهای سپاه بدر به منظور تقویت قوا ماندند که از داخل ایران به سمت عراق حرکت می‌کردند. نیروهای سپاه بدر در نزدیکی منطقه الحی مستقر شدند اما پیشرفت آن‌ها به دلیل عدم صدور دستورات لازم متوقف شد. حکومت عراق توانست مجدداً بر شهر تسلط پیدا کند و رهبران قیام را تحت پیگرد قرار دهد. سپس حکومت عراق ۱۰۰ نفر از شرکت کنندگان در قیام را دستگیر کرد و خانه‌های آن‌ها را تخریب کرد و دو نفر طلبه از نمایندگان صدر به نام‌های سید علی صافی و شیخ رزاق کوکز را اعدام کرد.

#### بصره ۱۷–۱۸
از بدترین خشونت‌های قیام در بصره و در شب ۱۷ مارس اتفاق افتاد هنگامی که گروهای مسلح شیعه به چندین ایستگاه‌های پلیس و اداره حزب بعث عراق حمله کردند. گزارش‌های مطبوعاتی امروزه حاکی از آن است که درگیری میان معترضان و نیروهای امنیتی سنگین بوده و در برخی موارد از واحدهای زرهی و توپخانه استفاده شده‌است. گروه‌های مخالف حتی توانستند چندین ایستگاه پلیس و حزب بعث را تا صبح ۱۸ مارس در تصرف داشته باشند و پس از آن شروع به عقب‌نشینی کردند و پس از آن این اماکن دوباره به تصرف نیروهای حکومتی درآمد. شاهدان عینی به دیده‌بان حقوق بشر اظهار داشته‌اند که در برخی از محلات بصره آتش‌سوزی بیش از یک ساعت ادامه داشته‌است این در حالی بوده‌است که در دیگر موارد صدای تیراندازی در سراسر طول شب شنیده می‌شده‌است. خشونت منجر به مرگ چند تن از اعضای فدائیان صدام و حزب بعث و دیگر سرویس‌های امنیتی شد. در مجموع حدود ۱۰۰ نفر در درگیری‌های بصره کشته شده‌اند. چندین شاهد به دیده‌بان حقوق بشر گفته‌اند که معترضان دست کم به ۴۰ نفر از اعضای حزب بعث حمله کرده‌اند و آن‌ها را کشته‌اند.

### آوریل
چندین درگیری در ۲۴ آوریل بین نیروهای امنیتی و گروهای مخالف صدام در جنوب رخ داد و احتمالاً این آخرین درگیری‌های قیام بوده‌است.

## بعد از قیام
پس از سرکوب قیام دولت عراق شروع به سرکوب مخالفان کرد. دولت عراق هرگز به گستردگی و ابعاد قیام اذعان نکرد و به سختی در مورد آن گزارشی پخش می‌کرد.
در اتفاقی نادر در مورد ناآرامی‌های داخلی عراق دولت عراق در ۱۵ می۱۹۹۹ اعلام کرد که در اواسط مارس در بصره تظاهرات ضد دولتی وجود داشته‌است. اما دولت عراق کشتار گسترده را رد کرد و ناآرامی‌ها را به نفوذی‌های ایرانی نسبت داد.

### پیگرد قضایی
پس از درگیری ۲۰۰۳ عراق و سرنگونی حزب بعث، سرکوب وقایع سال ۱۹۹۹ توسط دادگاه عالی جنایی عراق مورد بررسی قرار گرفت. متعاقب آن ۱۴ نفر از متهمان مورد محاکمه قرار گرفتند و در نهایت علی حسن المجید سپس مدیر سرویس اطلاعاتی عراق همراه با مقامات ارشد سابق حزب بعث عزیز صالح حسن النعمان و محمود فیضی محمد هزاع به مرگ محکوم شدند. هفت نفر دیگر به دلیل نقش جنایتکارانه‌شان در طول قیام به شش سال زندان محکوم شدند.

## مطالب مرتبط
- شهدای پنجگانه اسلام شیعی
- خیزش ۱۹۹۱ شعبانیه
- خیزش ۱۹۹۱ در بصره
- خیزش ۱۹۷۷ شیعیان در عراق
- خیزش ۱۹۷۹–۱۹۸۰ شیعیان عراق
- محمدباقر صدر